# 慈伯慈伯
慈伯慈伯（魯凱語：cepecepe），是台灣魯凱族好茶部落的聖地，該地可以湧出聖水、附近還有一片聖竹林及聖陶壺，是部落族人占卜運勢和傳統宗教信仰生活的重要地點。

## 地點
慈伯慈伯位於舊好茶部落南方，是隘寮南溪的支流匯集成的一處水潭，水的源頭則是來自井步山（位於今屏東縣霧台鄉），其上游則是舊好茶部落傳統的水源地。

## 傳說與信仰
好茶部落的族人認為慈伯慈伯是相當神聖的地方，據說過去有一次發生乾旱導致隘寮南溪斷流、慈伯慈伯上游的舊好茶水源地也乾涸了，但不知道為什麼同一個水源的慈伯慈伯卻從地裡湧出了清澈而甘甜的泉水，藉此度過危機的族人認為這是神蹟，因此將慈伯慈伯視為聖地、那裡的水則是聖水，是世界上最乾淨、沒有被汙染過、神明唯一允許用於儀式的水，大多數的人平常不可以使用或靠近，只有在澆水祭（para-lilcililci）的時候才可以取來用於祭祀。

### 附近地景
除了水潭本身之外，慈伯慈伯周遭也有其他聖地，有些地方甚至比水潭還要神聖，除了大祭司外誰都不可以靠近：
| 地點（對象） | 相對位置                           | 傳說                                                       | 備註                 |
| ------------ | ---------------------------------- | ---------------------------------------------------------- | -------------------- |
| 聖竹林       | 慈伯慈伯的水潭西邊                 | 祭司會藉由觀察竹子的生長狀況預言接下來的天氣及部落人口變化 | 比水潭還要嚴格的禁區 |
| 聖陶壺       | 聖竹林北方，該地同時也是聖水出口處 | 位於一棵大樹下，其內容物象徵部落接下來的運勢               | 比水潭還要嚴格的禁區 |
| 太陽之水     | 聖竹林以西                         | 一處乾涸的溪谷，少女不可經過，否則會一輩子無法生孕         |                      |
| 紅櫸木       | 整個慈伯慈伯地區的正中央           | 樹下有一條巨大的百步蛇日夜守護著慈伯慈伯地區               |                      |

### 其他傳說
除了上述地點外，好茶部落的祭司也會在慈伯慈伯的某個特定地點內聽鳥占；而據說在慈伯慈伯的水潭下游的瀑布中，有一個英俊的巨人住在那裡，他會以法術迷惑經過的族人，因此過去魯凱族人在經過那裡時都會配戴避邪物快步通過，另外，據說不會講魯凱語的人只要喝了慈伯慈伯的水，就可以很快學會魯凱語。